# Бергрот, Керсти
Керсти Бергрот (фин. Kersti Bergroth; 24 января 1886, Выборг, Великое княжество Финляндское, Российская империя — 24 января 1975, Хельсинки, Финляндия) — финская писательница, поэтесса, драматург, сценаристка, переводчица

, редактор, лингвист. Лауреат Государственной премии Финляндии по литературе (1922, 1930).

## Биография
С детства отличалась талантом к знанию языков. До 1910 года изучала философию в институте. С 1924 по 1934 год работала редактором приложения газеты «Новая Финляндия» (Uusi Suomi). В 1927—1930 годах редактировала «Синий журнал» (Sininen kirja), а с 1934 по 1938 год — журнал «Päiväkirjaa».
Свои первые произведения стала публиковать в 1911 году. До 1920 года писала на шведском языке. Переводила на финский произведения английской и французской литературы. Свободно говорила по-немецки.
Из-под её пера вышли популярные пьесы «Anu ja Mikko» и «Kuparsaare Antti» на карельском языке.
За время литературной деятельности издала около 70 книг, в том числе, романы, мемуары, детские рассказы, стихи, создала 12 сценариев кино- и телефильмов. Используя псевдоним Tet, написала сценарии фильмов «Morsian yllättää» (1941), «Tositarkoituksella» (1943), «Dynamiittityttö» (1944), «Vuokrasulhanen» (1945) и «Viikon tyttö» (1946). Пользовалась также псевдонимом Мэри Марк
Известна также тем, что сотрудничала с режиссёром Валентином Ваалой в создании пяти кинокомедий.
В начале 1950-х годов переехала в Рим, хотя часто посещала свою родину. Вернулась в Финляндию в начале 1970-х годов.
Умерла в день своего 89-летия 24 января 1975 года в Хельсинки.

## Избранные произведения
- Augusti : novell. Helsingfors: Söderström. 1911.
- Aptit. Helsingfors: Söderström. 1914.
- Nanna : berättelse för unga flickor / Mary Marck. Helsingfors. 1915.
- Sixtus. Borgå: Schildt. 1916.
- Evas klass / Mary Marck. Helsingfors. 1917.
- Lite mer om Eva / Mary Marck. Helsingfors. 1918.
- Helena, Kristian och en tavla. Helsingfors: Söderström. 1919.
- Urbans väg. Stockholm: Norstedt. 1919.
- Högsta klassen / Mary Marck. Helsingfors. 1921.
- Första året / Mary Marck. Helsingfors. 1923.
- Elisabeth / Mary Marck. Stockholm & Helsingfors. 1925.
- Minnas hösttermin / Mary Marck. Helsingfors. 1926.
- Kamrater emellan / Mary Marck. Helsingfors. 1933.
- Ett liv på jorden. [Helsingfors]: Terra. 1939.
- En ung lottas dagbok. Helsingfors. 1940.
- Eva på egen hand. Lindqvists ungdomsböcker. Stockholm: Lindqvist. 1943.
- Vi människor : små essäer om livet. Stockholm: LT. 1956.
- Rom, romare och romfarare. Stockholm: LT. 1960.

## Награды
- Государственная премия Финляндии по литературе (1922, 1930).
- Премия Общества финской литературы (1933)
- Премия Rosendahlin näytelmäpalkinto (1933)
- Медаль Pro Finlandia (1950)
- Золотой знак финского исполнительского искусства (Suomen näyttämötaiteen kultainen ansiomerkki, 1961)